# Altefähr
Altefähr är en kommun och ort i Landkreis Vorpommern-Rügen i förbundslandet Mecklenburg-Vorpommern i Tyskland.
Kommunen ingår i kommunalförbundet Amt West-Rügen tillsammans med kommunerna Dreschvitz, Gingst, Insel Hiddensee, Kluis, Neuenkirchen, Rambin, Samtens, Schaprode, Trent och Ummanz.